# Hausen (Neunkirchen-Seelscheid)
Hausen (ⓘ) ist ein Ortsteil von Seelscheid in der Gemeinde Neunkirchen-Seelscheid im Rhein-Sieg-Kreis. 

## Lage
Der ehemals eigenständige Ort Hausen liegt im Südosten von Seelscheid an den Hängen des Wahnbachtales. Ehemalige Nachbarorte waren Linden im Norden und Oberste Zeit im Westen. Südöstlich liegt Hausermühle.

## Geschichte
1830 hatte Hausen 48 Einwohner. 1845 hatte der Weiler 23 katholische und 21 evangelische Einwohner (44) in zehn Häusern. 1888 gab es 57 Bewohner in 12 Häusern.
Die Siedlung gehörte bis 1969 zur Gemeinde Seelscheid.